# Михайлуца, Николай Николаевич
Николай Николаевич Михайлуца (10 июля 1921 — 2003) — советский спортсмен. Мастер спорта СССР по хоккею c мячом.
Играл на позиции вратаря в футбольных командах ДО Новосибирск (1945), ДО Ленинград (1946, 1947, 1948). В чемпионате 1946/47 стал лучшим нападающим команды по хоккею с шайбой ДО Ленинград.
Участник ленинградских соревнований по баскетболу, водному поло, лёгкой атлетике, конькобежному спорту.
Окончил училище индустриальной разведки и зенитной артиллерии, Военно-воздушную инженерную академию. Награждён орденом Красной Звезды, медалями.
Работал преподавателем ЛПИ имени М. И. Калинина в сфере радиотехники и управления ракетами.